# Ожі (Мозель)
Ожі́ (фр. Ogy) — колишній муніципалітет у Франції, у регіоні Гранд-Ест, департамент Мозель. Населення — 549 осіб (2011).
Муніципалітет був розташований на відстані близько 290 км на схід від Парижа, 10 км на схід від Меца.

## Історія
До 2015 року муніципалітет перебував у складі регіону Лотарингія. Від 1 січня 2016 року належав до нового об'єднаного регіону Гранд-Ест.
1 січня 2017 року Ожі і Монтуа-Фланвіль було об'єднано в новий муніципалітет Ожі-Монтуа-Фланвіль.

## Демографія
Динаміка населення (INSEE ):
Розподіл населення за віком та статтю (2006):
| Стать | Всього | До 15 років | 15-24 | 25-44 | 45-64 | 65-85 | Понад 85 |
| --- | ------ | ----------- | ----- | ----- | ----- | ----- | -------- |
| Чоловіки | 278    | 73          | 27    | 81    | 81    | 16    | 0        |
| Жінки | 279    | 50          | 46    | 92    | 71    | 20    | 0        |
| \| Статево-вікова піраміда \| Статево-вікова піраміда \| Статево-вікова піраміда \| \| ----------------------- \| ----------------------- \| ----------------------- \| \| Чоловіки \| Вік \| Жінки \| \| 0 \| 85 + \| 0 \| \| 0 \| 80-84 \| 4 \| \| 4 \| 75-79 \| 4 \| \| 4 \| 70-74 \| 4 \| \| 8 \| 65-69 \| 8 \| \| 4 \| 60-64 \| 8 \| \| 23 \| 55-59 \| 12 \| \| 19 \| 50-54 \| 12 \| \| 35 \| 45-49 \| 39 \| \| 27 \| 40-44 \| 23 \| \| 23 \| 35-39 \| 27 \| \| 23 \| 30-34 \| 19 \| \| 8 \| 25-29 \| 23 \| \| 12 \| 20-24 \| 19 \| \| 15 \| 15-20 \| 27 \| \| 19 \| 10-14 \| 19 \| \| 19 \| 5-9 \| 12 \| \| 35 \| 0-4 \| 19 \| |        |             |       |       |       |       |          |
| Статево-вікова піраміда |        |             |       |       |       |       |          |
| Чоловіки | Вік    | Жінки       |       |       |       |       |          |
| 0 | 85 +   | 0           |       |       |       |       |          |
| 0 | 80-84  | 4           |       |       |       |       |          |
| 4 | 75-79  | 4           |       |       |       |       |          |
| 4 | 70-74  | 4           |       |       |       |       |          |
| 8 | 65-69  | 8           |       |       |       |       |          |
| 4 | 60-64  | 8           |       |       |       |       |          |
| 23 | 55-59  | 12          |       |       |       |       |          |
| 19 | 50-54  | 12          |       |       |       |       |          |
| 35 | 45-49  | 39          |       |       |       |       |          |
| 27 | 40-44  | 23          |       |       |       |       |          |
| 23 | 35-39  | 27          |       |       |       |       |          |
| 23 | 30-34  | 19          |       |       |       |       |          |
| 8 | 25-29  | 23          |       |       |       |       |          |
| 12 | 20-24  | 19          |       |       |       |       |          |
| 15 | 15-20  | 27          |       |       |       |       |          |
| 19 | 10-14  | 19          |       |       |       |       |          |
| 19 | 5-9    | 12          |       |       |       |       |          |
| 35 | 0-4    | 19          |       |       |       |       |          |

## Економіка
2010 року серед 411 осіб працездатного віку (15—64 років) 318 були активними, 93 — неактивними (показник активності 77,4%, у 1999 році було 74,5%). З 318 активних мешканців працювало 298 осіб (152 чоловіки та 146 жінок), безробітними було 20 (14 чоловіків та 6 жінок). Серед 93 неактивних 49 осіб було учнями чи студентами, 28 — пенсіонерами, 16 були неактивними з інших причин.

У 2010 році в муніципалітеті числилось 190 оподаткованих домогосподарств, у яких проживали 567,0 особи, медіана доходів виносила 23 629 євро на одного особоспоживача